# Српски Соко Херцег-Нови
Српски Соко Херцег-Нови основан је 1910. године у Херцег Новом. Прва сједница управе одржана је децембра исте године. За старјешину је изабран Мирко Комненовић, а за замјеника старјешине Јово Секуловић, за секретара Мирко Бакочевић, благајника Лука Ћеранића а вођу Ристо Рундо. Прва соколска забава одржана је 18. фебруара 1911. године. 5. маја 1912. године постао је члан Српске соколске жупе на Приморју. 
Српски Соко Херцег-Нови обновио је свој рад на Сретење Господње 2007. године. Од тога дана Сретења Господње је крсна слава друштва.